# Dakini

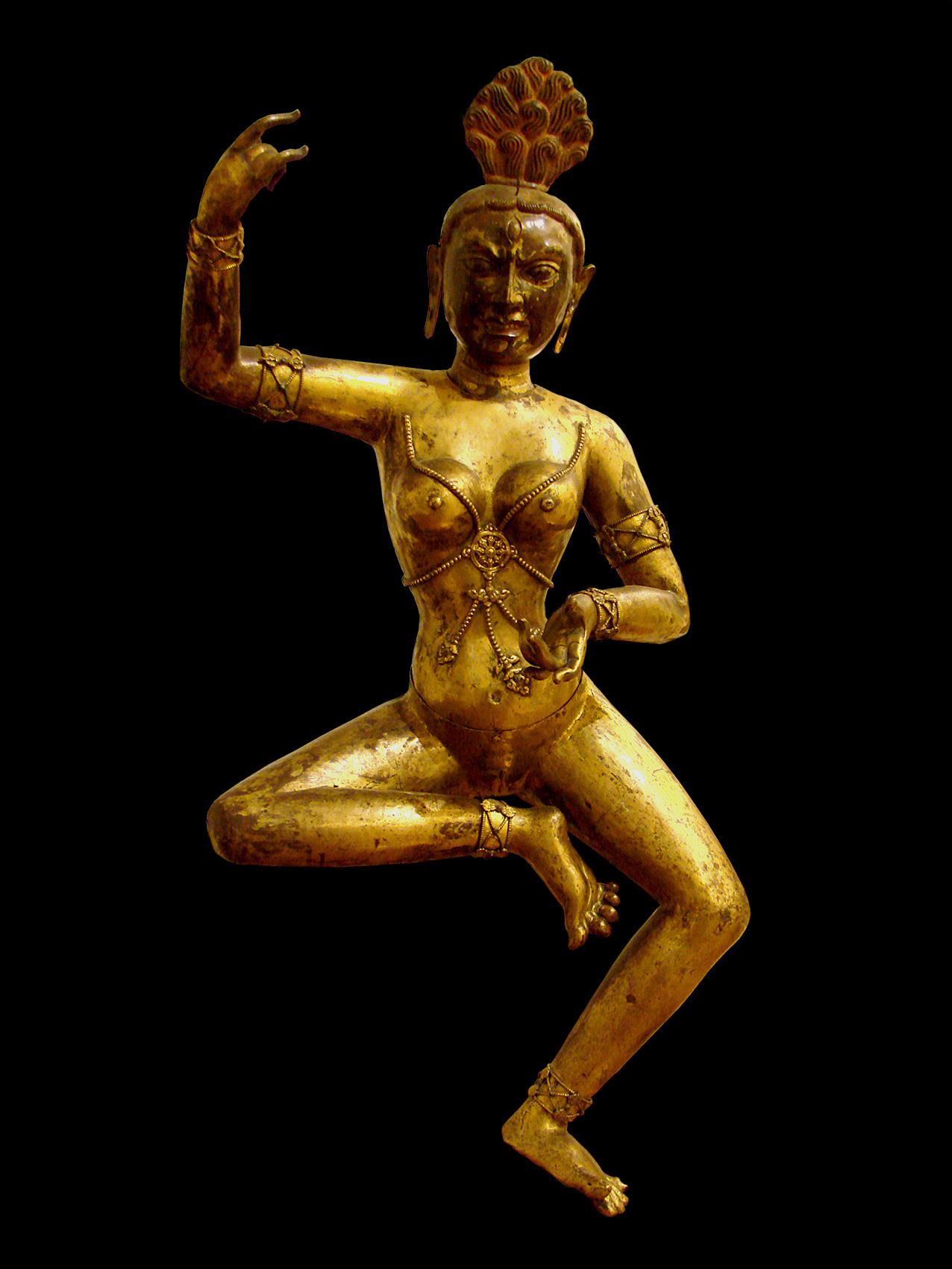
Tańcząca dakini, Tybet

Dakini (sanskryt डाकिनी, trl. ḍākinī; tyb. མཁའ་འགྲོ་མ་, Wylie: mKha'-'gro-ma, ZWPY: kanzhoima, wymowa: khandroma, dosł. "posłanka niebios") – w buddyzmie tybetańskim istota personifikująca żeńskie aspekty oświecenia. W tantrze personifikuje żeńską energię seksualną stanowiącą archetyp stworzenia.

## Hinduizm
Słowo to pojawia się już V wieku p.n.e. w pismach sławnego gramatyka sanskrytu Paniniego. Termin dakini odnosi się w hinduizmie do pomniejszych bóstw żeńskich, zarówno o usposobieniu łagodnym jak i groźnym. Dakinie określano czasami jako zamieszkujące cmentarze, gdzie miały jeść ludzkie mięso, pić krew, tańczyć przyozdobione kośćmi zmarłych. Częściej wskazywano na nie jako na bóstwa pomocnicze w orszakach pierwszoplanowych bóstw hinduizmu. Odniesienia do nich pojawiają się w treści puran i tantr hinduistycznych. Równocześnie w ujęciach ajurwedy, Dakini to strażniczka z grupy bogiń Dhātunāthā, patronujących siedmiu substancjom ciała fizycznego (saptadhātu).

## Buddyzm

### Klasyfikacja
Buddyzm tybetański wyróżnia różne klasy dakiń, np. Dakinie Mądrości, ich emanacje Dakinie Aktywności, Światowe Dakinie, Mięsożerne Dakinie, Dakinie Posłanniczki i inne. Mianem dakiń określa się też wszystkich żeńskich buddów (np. Wadźrajogini oraz Tara), praktykujące kobiety, które osiągnęły oświecenie, a w potocznym tybetańskim żony lamów. 

### Historia
Indyjskie słowo dakini (z akcentem na pierwszą sylabę) pierwotnie odnosiło się do krwiożerczych żeńskich bóstw z orszaku bogini Kali. Były one również nazywane "duchami złych matek". 
Później, wraz z nastaniem buddyzmu nazywano tak kobiety z niższych kast, nawet pariaski, które uczestniczyły w tantrycznych rytuałach seksualnych jako partnerki joginów. Odnośniki do tej roli znajdują się w biografiach słynnych joginów (tzw. mahasiddhów), takich jak Maitripa, Tilopa, Saraha, Luipa.
W końcu buddyzm tantryczny spersonifikował żeńską energię seksualną nadając jej również miano dakini. W buddyzmie tantrycznym reprezentują one inspirujący impuls świadomości, który praktykującemu pomaga osiągnąć oświecenie. Dakinie przedstawiane są w formach łagodnych, na wpół gniewnych oraz gniewnych. Męscy odpowiednicy (albo partnerzy) dakiń są nazywani daka (skr.), wira (skr.), pało (tyb.), albo heruka.
W sztuce tybetańskiej dakinie przedstawiano jako seksualne partnerki groźnych bogów opiekuńczych, choć mogą nimi być wszelkie potężne istoty żeńskie, kobiety lub demony, które wprowadzają ludzi w sekrety magii. Dakinie to wróżki Tybetu, gdzie są nazywane podniebnymi podróżniczkami. Mogą pojawiać się jako zwykłe kobiety, jako piękne dziewczęta odziane tylko w kolczugi z ludzkich kości lub jako ohydne bezzębne wiedźmy. Dakinie, które wtajemniczyły Padmasambhavę, mogły przybierać wiele różnych kształtów. Niektóre miały pięć głów i nurzały się w morzu krwi; inne latały na grzbietach ptaków i żywiły się ludzkimi wnętrznościami; najstraszniejsze jednak były dakinie o wielu rękach, w których trzymały trupy, zwierzęta oraz własne odcięte głowy i wyrwane serca.
Wiele historycznych postaci również uzyskało status dakini. Jedną z nich jest Chosa Bonmo, potężna kobieta żyjąca w VIII wieku, która podobno umiała ostrze miecza zawiązać w trzy węzły. Trisong Detsen powierzył jej misję wynegocjowania pokoju między buddystami a bonpami. Padmasambhava pobierał nauki nie tylko u demonicznych przewodników, ale także u pięciu ziemskich dakiń. Były wśród nich Mandarava i Yeshe Sogyal, najmłodsza żona Trisong Detsena.

### Kult
W kalendarzu tybetańskim, dzień 25 miesiąca księżycowego, jest dedykowany dakini.Tybetańscy lamowie preferują ten dzień na wykonywanie praktyk związanych z energią żeńską.